# Anazarbus

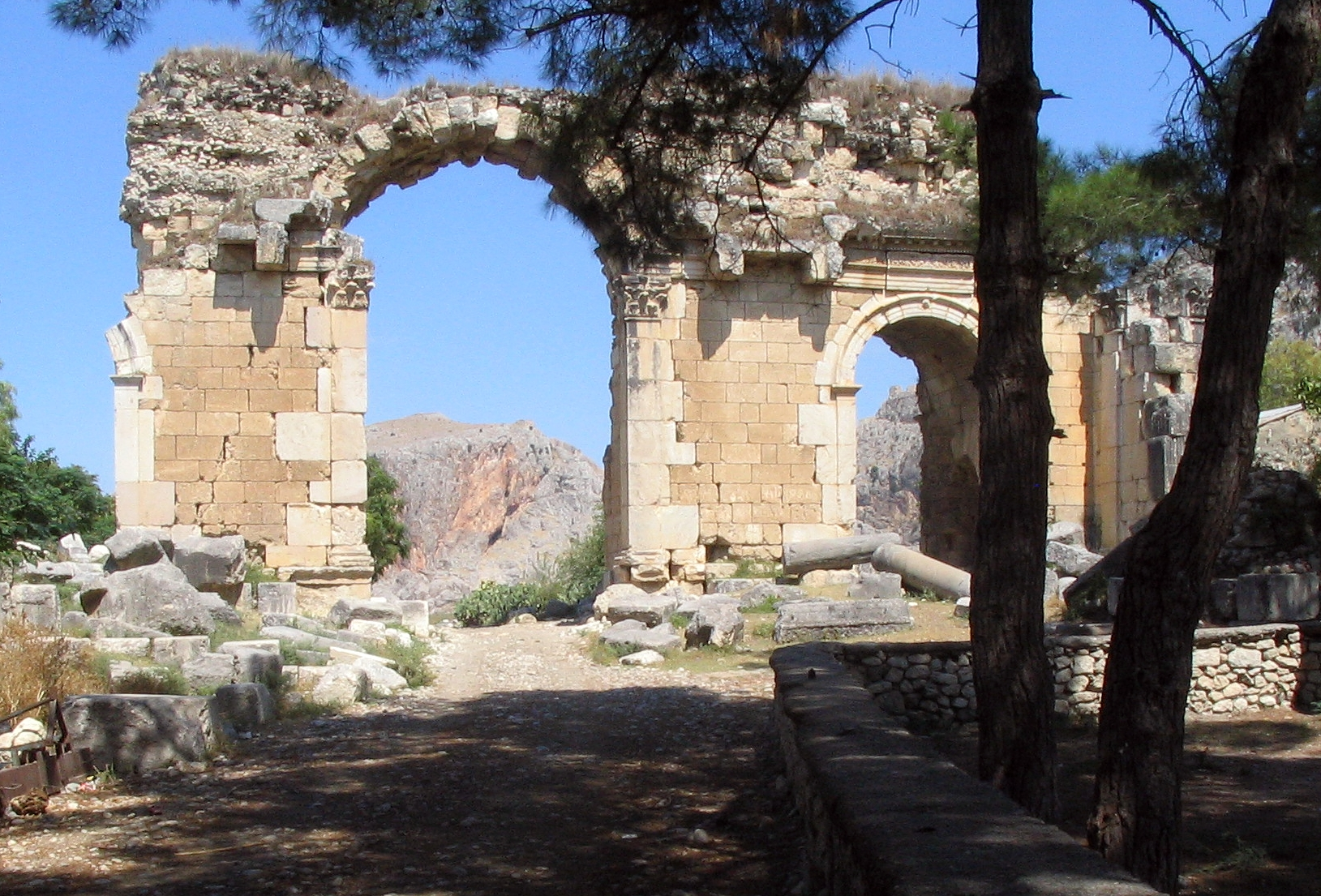
Łuk triumfalny

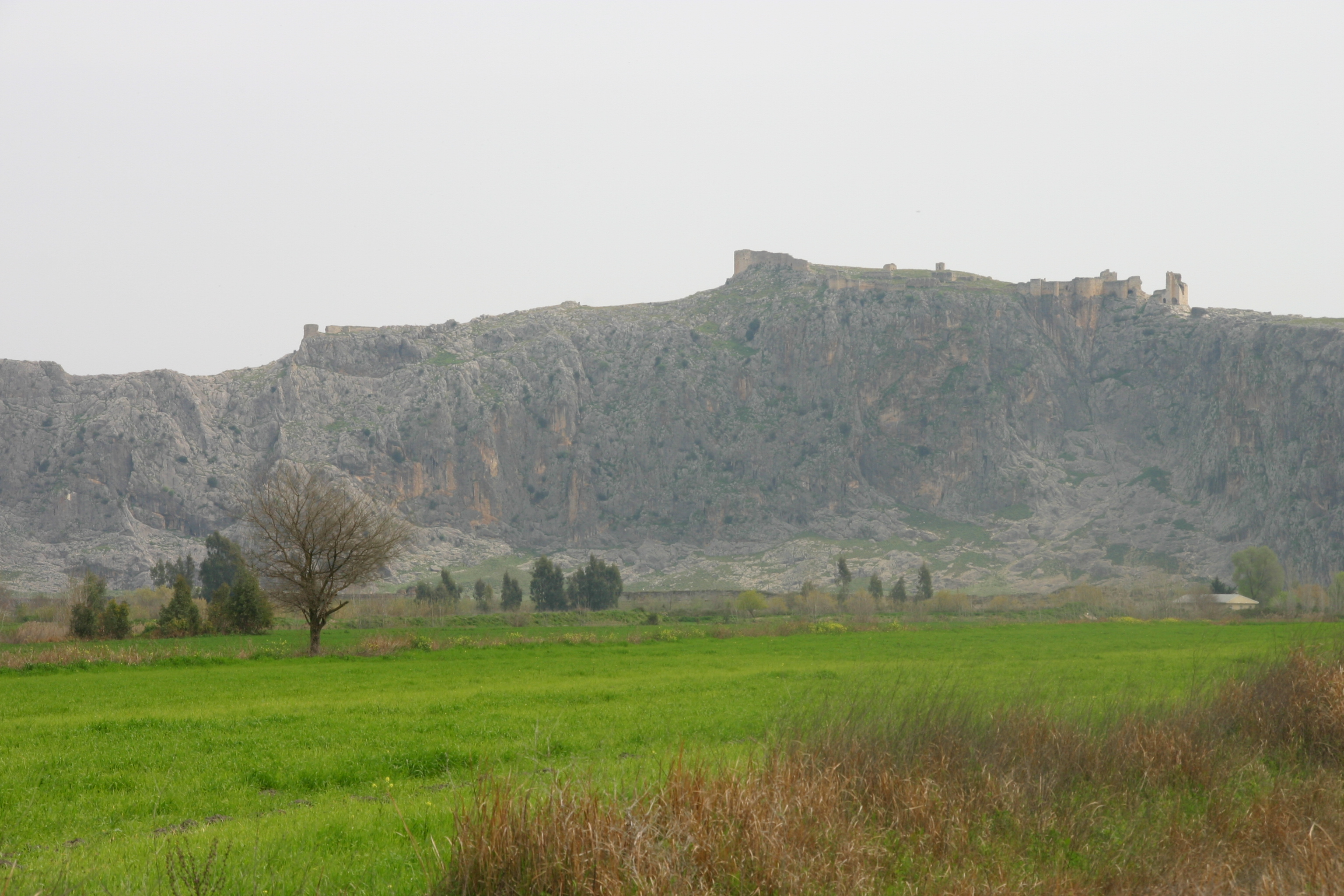
Akropol z ruinami zamku

Anazarbus, arab. Ain Zarba, łac. Caesarea ad Anazarbus, później po turecku zwana Çeçenanavarza a obecnie Aǧaçli – starożytne miasto w Cylicji (dzisiejsza prowincja Adana w południowo-wschodniej Turcji), na brzegu rzeki Piramus, na szlaku handlowym z Zachodu do Syrii i Kapadocji. Właściwe miasto wyrosło na płaskim brzegu rzeki, u podnóża wysokiego wzgórza z cytadelą, stanowiącą rację bytu miasta jako posterunku strzegącego szlaków handlowych.
Brak danych o dziejach miasta przed opanowaniem przez Rzym. Pod rządami Rzymu miasto zostało przebudowane w 19 r. p.n.e., następnie bezskutecznie rywalizowało z Tarsem o palmę pierwszeństwa wśród miast Cylicji. Po reformie Dioklecjana miasto zostało ośrodkiem prowincji Cilicia Secunda. Za czasów Bizancjum Anazarbus było siedzibą arcybiskupa, w 431 i w 435 odbyły się tu synody. W 525 zostało zniszczone przez trzęsienia ziemi, a następnie odbudowane pod nazwą Iustinianopolis, jednak już w 561 doświadczyło kolejnego trzęsienia ziemi, a na początku VII wieku – zarazy.
W VII wieku Anazarbus wraz z częścią Cylicji zostało opanowane przez Arabów i przemianowane na Ain Zarba. Od tej pory stanowiło przedmiot walk granicznych, często przechodząc z rąk do rąk. Było odbudowywane w 796 przez kalifa Haruna ar-Raszida, w połowie IX wieku przez kalifa Al-Mutawakkila, na początku X wieku przez hamdanidzkiego emira Sajf ad-Daulę, który je również ufortyfikował. Około 964 Anazarbus wraz z innymi miastami Cylicji, m.in. Tarsem i Mopsuestią, zostało odbite przez wojska bizantyjskie pod wodzą Nicefora Fokasa. W XI wieku zostało częściowo zrujnowane w trakcie wojen turecko-bizantyńsko-ormiańsko-krzyżowych. Za czasów Królestwa Małej Armenii Anazarbus było jej stolicą w latach 1100–1184, z wyjątkiem okresu 1137–1144, gdy opanowali je Bizantyńczycy pod wodzą Jana II Komnena. Po utracie stołecznej roli miasto stopniowo upadło, zaś ostatecznie zostało zniszczone przez mameluków w 1375, wraz z upadkiem królestwa armeńskiego – i już się nie odrodziło.
Dziś Anazarbus to stanowisko archeologiczne – malowniczy zespół dobrze zachowanych ruin, w skład których wchodzą główna ulica miasta z kolumnadą, rzymski łuk triumfalny, amfiteatr, stadion, teatr, kilka akweduktów i pozostałości kilku bizantyjskich kościołów. Ruiny są otoczone murami obronnymi liczącymi 1,5 km długości i 20 bastionów. Zachował się również średniowieczny bizantyjsko-ormiański zamek. Tuż obok ruin leży turecka wieś Dilekkaya.
Z Anazarbus pochodzą: słynny grecki lekarz i uczony medyk Pedanios Dioskurydes (I w. n.e.) oraz męczennik z czasów Dioklecjana – święty Julian.